# Platypalpus flavipes
Platypalpus flavipes är en tvåvingeart som först beskrevs av Giovanni Antonio Scopoli 1763.  Platypalpus flavipes ingår i släktet Platypalpus och familjen puckeldansflugor.
Artens utbredningsområde är Slovenien. Inga underarter finns listade i Catalogue of Life.